# Revista de Folklore
La Revista de Folklore es una publicación de periodicidad mensual dedicada al estudio y difusión del folklore, tradiciones, creencias, costumbres, leyendas, etcétera, es decir al amplísimo campo de la etnografía. Aunque abundan los artículos de Castilla y León, se incluyen contribuciones de toda España y del extranjero, pues tiene una vocación universal.
Fue fundada en 1980 por Joaquín Díaz, que sigue encargándose de la dirección, dentro de las actividades de la Fundación Joaquín Díaz contando con distintos patronos, entre los que se encontraba la Caja de Ahorros Popular de Valladolid (que en 1990 se fusionó en Caja España pasando a ser más tarde Caja Duero).
En junio de 2015 han publicado el número 400 en cuyo editorial aparece un resumen de lo que ha significado en estos 35 años: 2500 artículos, casi 700 colaboradores, 15 000 páginas con numerosas ilustraciones que ahora ya son en color. 